# Thelotrema isidioides
Thelotrema isidioides är en lavart som först beskrevs av William Borrer, och fick sitt nu gällande namn av R. Sant. Thelotrema isidioides ingår i släktet Thelotrema och familjen Graphidaceae.   Inga underarter finns listade i Catalogue of Life.